# Ochicanthon tambunan
Ochicanthon tambunan là một loài bọ cánh cứng trong họ Bọ hung (Scarabaeidae).